# Jorge Luis Valdés
Jorge Luis Valdés (Matanzas, 12 febbraio 1961 – Matanzas, 28 gennaio 2025) è stato un giocatore di baseball cubano.

## Palmarès

### Olimpiadi
- Oro a Barcellona 1992

### Campionato mondiale di baseball
- Oro a Havana 1984
- Oro a Olanda 1986
- Oro a Roma 1988
- Oro a Edmonton 1990